# Storyboardzista
Storyboardzista (z ang. storyboardartist) – autor scenorysu (ang. storyboard). Określenie zawodu wykonywanego przez rysowników współpracujących ze studiami filmowymi i produkcyjnymi oraz agencjami reklamowymi. Storyboardzista wykonuje sekwencje rysunków, przypominające komiks z didaskaliami, mające ukazywać przebieg akcji filmu. Do jednego filmu reklamowego wykonuje się ok. 15 rysunków, a do filmu fabularnego nawet kilkaset. W Europie Zachodniej istnieją kierunki przygotowujące do zawodu przy uczelniach plastycznych. Wielu polskich storyboardzistów ukończyło akademię sztuk pięknych. Popularny zawód wśród rysowników komiksowych.

## Storyboardziści w Polsce
- Bogusław Polch
- Przemysław Truściński
- Robert Adler
- Mateusz Rakowicz
- Krzysztof Gawronkiewicz
- Tomasz Piorunowski
- Kamil Polak
- Krzysztof Ostrowski
- Kasia Adamik
- Michał Ociesa